# ФК Дънди Юнайтед
ФК Дънди Юнайтед е шотландски професионален футболен отбор от град Дънди. Клубът е основан през далечната 1909 година и играе домакинските си мачове на стадион Танадайс Парк, който разполага с капацитет от 14 209 места, всичките от които седящи и покрити с козирка. Тимът се състезава на най-високото ниво на шотландския клубен футбол – Шотландската премиър лига. ФК Дънди Юнайтед е единствения европейски отбор, който има само победи над Барселона.

## Успехи
- Шампион на Шотландия (1): 1982 – 83
- Шампион на втора дивизия (2): 1924 – 25, 1928 – 29
- Носител на Купата на Шотландия (2): 1994, 2010

Второ място в турнира за купата на Шотландия (7): 1973 – 74, 1980 – 81, 1984 – 85, 1986 – 87, 1987 – 88, 1990 – 91, 2004 – 05
- Носител на купата на лигата на Шотландия (2): 1979 – 80, 1980 – 81

Второ място за купата на лигата на Шотландия (4): 1981 – 82, 1984 – 85, 1997 – 98, 2007 – 08
- Купа на УЕФА

Второ място в турнира за купата на УЕФА (1): 1986 – 87
- Шампионска лига/Купа на европейските шампиони (КЕШ)

Полуфиналист (1): 1983 – 84
- Scottish Challenge Cup

Второ място в турнира Scottish Challenge Cup (1): 1995 – 96
- Forfarshire Cup

Носител на Forfarshire Cup (21): 1910 – 11, 1914 – 15, 1919 – 20, 1928 – 29, 1929 – 30, 1947 – 48, 1950 – 51, 1953 – 54, 1960 – 61, 1962 – 63, 1964 – 65, 1968 – 69, 1971 – 72, 1974 – 75, 1975 – 76, 1976 – 77, 1979 – 80, 1984 – 85, 1986 – 87, 1987 – 88, 2004 – 05